# Pseudolarentia nictitaria
Pseudolarentia nictitaria là một loài bướm đêm trong họ Geometridae.